# Puente Viveros
El Puente Viveros (o Puente-Viveros) es un paso histórico que cruza el río Jarama, uniendo el distrito de Barajas (Madrid) y Torrejón de Ardoz. Se encuentra en el trayecto de la Autovía del Nordeste (kilómetro 16), también denominada A-II. El puente aparece documentado en la historia de Madrid ya en el siglo XVI en las Relaciones topográficas de Felipe II, como uno de los accesos principales a la capital: junto con los puentes de Toledo y Segovia.

## Historia
Antes del puente, los barqueros de los alrededores (Paracuellos de Jarama o de Algete) pasaban a las personas y a los rebaños de una orilla a otra del río Jarama, cobrando el "barcaje" una pequeña cantidad de dinero, pues pasaba el rebaño lanar. Era un paso peligroso pues había grandes corrientes y crecidas del río. Los banqueros se iban agarrando con sogas atadas a postes. 
Para evitar esto, es posible que existiera un puente medieval en su ubicación. En tiempos de los Reyes Católicos, siglo XV, el puente proporcionaba la comunicación con el nordeste, con la corona de Aragón. Su referencia documental más antigua data del reinado de Juan II de Castilla, que reúne las cortes en Madrid. Razón por la que ya en época del reinado de Felipe II, el denominado camino de Alcalá tuviera su encuentro con el cauce del río Jarama por el ya se denomina como Puente de Viveros. Mediante este camino el puente ya es conocido, inicialmente como un proyecto del Maestro de Obras Gaspar de la Vega. El puente es destruido en el año 1543, y reconstruido en 1569. La carretera de Alcalá se denomina posteriormente de Madrid-Barcelona. El puente sufre ampliaciones en el periodo de Carlos III bajo la dirección del cantero Marcos de Vierna. Las reparaciones se deben a los desperfectos causados por la Batalla de Villaviciosa y la retirada del archiduque Carlos a Barcelona.  
En el siglo XVIII cuando se establece el Canal de Isabel II se pretende traer agua del río Jarama, a la altura del Puente de Viveros hasta el centro de la capital. Concretamente a pie de la torre de la parroquia de San Pedro. Proyecto que finalmente quedó sin ejecución. El lugar se conoce por las numerosas huertas que hay en los alrededores. 
A mediados del siglo XIX se crea en sus inmediaciones la línea Madrid-Barcelona. A mediados del siglo XX el puente es de sillería y tiene un ancho de siete metros, así como una longitud de 156 metros. A finales del siglo XX el trayecto forma parte de una curva de la Autovía del Nordeste (A-2) (kilómetro 16). Se construye otro en paralelo con el fin de tener un puente para cada sentido de circulación.

Puente Viveros en 1513

## Puente en la cultura popular
El puente aparece en diversas obras de la literatura española. Una de las primeras menciones se debe a Nicolás Fernández de Moratín, que en su obra dedicada a los Toros de Madrid menciona el puente haciendo referencia a su etimología por ser criadero de peces (en las aguas) y de toros de lidia (en las praderas del paisaje). El dramaturgo Ramón de la Cruz hace mención del puente y de sus aguas como un lugar de asueto para los madrileños en los meses calurosos de verano. 
En 1955 el escritor Sánchez Ferlosio escribe una novela denominada El Jarama y sitúa la acción principal de la misma en las cercanías de dicho puente, mostrando un paraje típico de existencia de merenderos y lugares a los que acuden los madrileños antes de la llegada de la época del turismo.